# Kazimierz Kutz

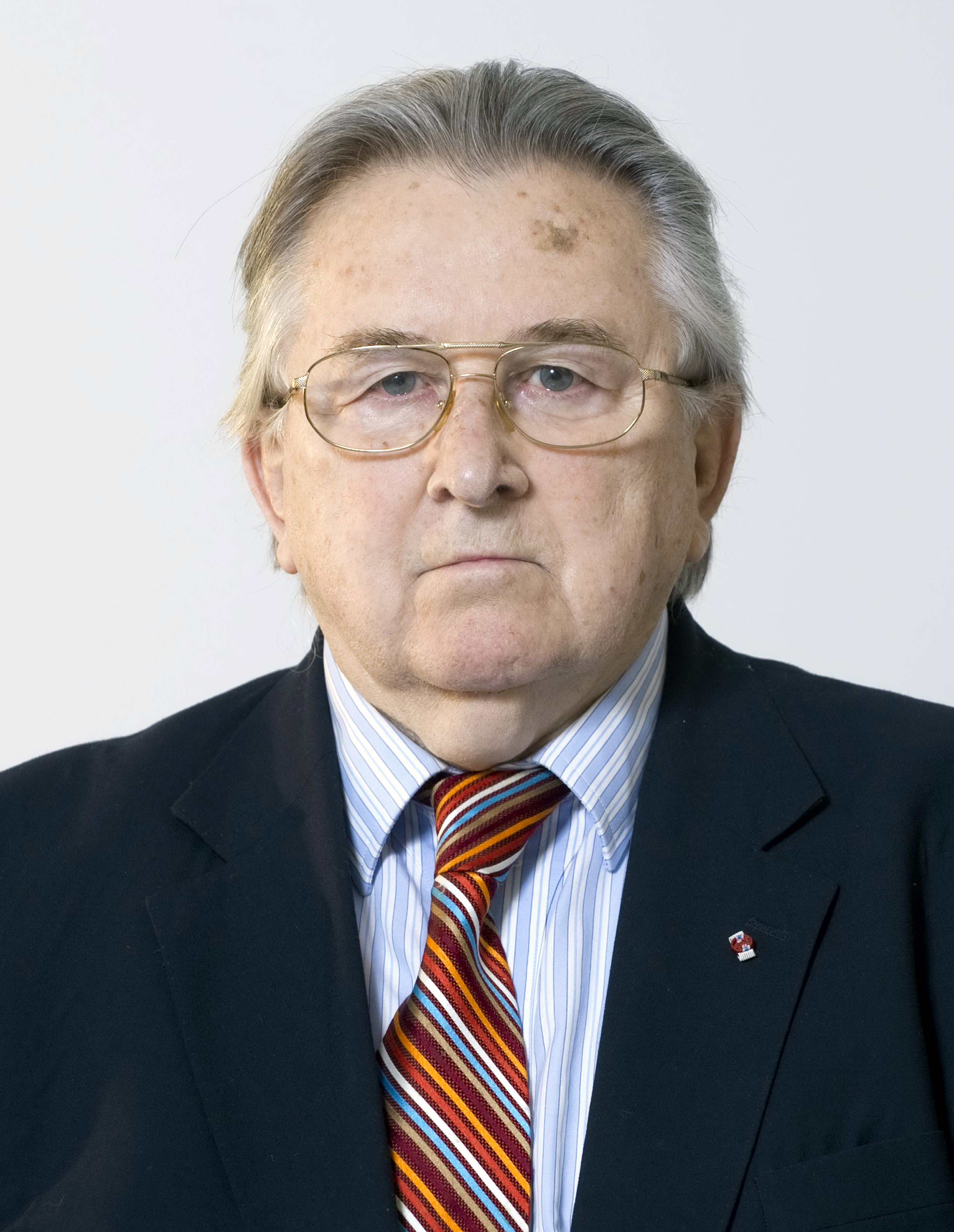
Kazimierz Kutz (2011)

Kazimierz Julian Kutz (* 16. Februar 1929 in Katowice-Szopienice; † 18. Dezember 2018) war ein polnischer Film- und Theaterregisseur, Autor und Politiker. Sein Familienname wurde zu Zeiten der Volksrepublik Polen „Kuc“ geschrieben. Er gilt als einer der geistigen Väter der oberschlesischen Autonomiebewegung.

## Jugend
Der Sohn eines Eisenbahners, welcher auf Seiten der polnischen Verbände an den Schlesischen Aufständen 1919 bis 1921 teilgenommen hatte, besuchte während der deutschen Besetzung Polens im Zweiten Weltkrieg eine deutsche Volksschule. Mit 14 Jahren wurde er zur Zwangsarbeit ins „Altreich“ deportiert.

## Künstlerisches Schaffen

### Film
Unter dem Namen „Kuc“ studierte er von 1949 bis 1954 an der Filmhochschule Łódź das Fach Regie. Im letzten Studienjahr wirkte er als Regieassistent bei Andrzej Wajdas Film Eine Generation mit. Sein eigenes Regiedebüt stellte 1959 der Film Krzyż walecznych (Tapferkeitskreuz) dar. Es war der Auftakt zu 20 Spielfilmen, von denen sechs die Geschichte seiner Heimat Oberschlesien thematisieren. Als sein Hauptwerk gilt die in den 1920er- und 1930er-Jahren angesiedelte Schlesische Trilogie, bestehend aus den Filmen Sól ziemi czarnej (Salz der schwarzen Erde, 1970), Perła w koronie (Die Perle in der Krone, 1972) und Paciorki jednego różańca (Wie Perlen im Rosenkranz, 1979). Helden der drei Filme sind oberschlesische Bergarbeiter, die propolnisch gesinnt sind. Die Deutschen sind darin schematisch und eher negativ dargestellt.
Nach der Absetzung des kommunistischen Regimes 1989 setzte er sich in mehreren Filmen kritisch mit der kommunistischen Vergangenheit auseinander. In Śmierć jak kromka chleba (Tod ist wie eine Scheibe Brot, 1994) thematisierte er die Niederschlagung eines Streiks in der Zeche „Wujek“ zu Beginn des Kriegsrechts in Polen im Dezember 1981. In der Filmkomödie Pułkownik Kwiatkowski (Oberst Kwiatkowski, 1995) nahm er den kommunistisch kontrollierten Staatssicherheitsdienst SB aufs Korn.

### Theater
Kutz hat 20 Theaterstücke inszeniert, darunter im Warschauer Nationaltheater (Teatr Narodowy) und im Alten Theater (Stary Teatr) in Krakau. Überdies hat er für das in Polen populäre „Theater im Fernsehen“ (Teatr Telewizji) wiederholt Regie geführt.

### Literatur

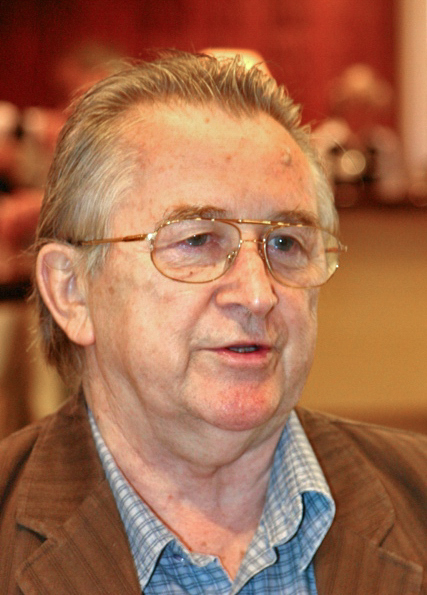
Kutz im Jahr 2006

## Politische Tätigkeit

### Volksrepublik Polen bis 1989
Ein von Kutz am 9. Juni 1968 in der Filmzeitschrift „Ekran“ publizierter Essay, in dem er bürokratische Hürden für die Filmemacher beklagte, wurde von der Kulturabteilung der Arbeiterpartei genutzt, die künstlerische Elite Warschaus zu attackieren. Die Partei führte damals eine Kampagne vor allem gegen jüdische Intellektuelle, Kutz wurde als deren Opfer dargestellt.
In den 1970er-Jahren nahm er wiederholt an Beratungen der Kulturabteilung des Zentralkomitees der PVAP teil. Für seinen Film Linia (Linie, 1975) wurde er mit dem hohen Orden der Wiedergeburt Polens ausgezeichnet. 1976 wurde er zum Chefregisseur des Kattowitzer Studios des staatlichen Fernsehsenders TVP ernannt.
Doch blieb den Behörden nicht verborgen, dass er zunehmend kritisch gegenüber dem Regime eingestellt war. Von Mitte der 1970er-Jahre an wurde er systematisch vom SB überwacht. Als Beobachtungsobjekt bekam er den Codenamen „Reżyser“ (Regisseur). Es wurde registriert, dass Kutz Kontakt zum Komitee zur Verteidigung der Arbeiter (KOR) aufnahm. 1980 schloss er sich der Demokratiebewegung um die Gewerkschaft Solidarność an. 1981 gehörte er zu den Organisatoren des I. Kongresses der Polnischen Kultur in Warschau, der Freiheit der Kunst und ein Ende der Zensur forderte. Unter dem Kriegsrecht wurde er als Regimegegner interniert. Er kam dank der Fürsprache des Kattowitzer Bischofs Herbert Bednorz nach einer Woche frei.

### Republik Polen seit 1989
Nach der politischen Absetzung des kommunistischen Regimes wurde er für ein Jahr Direktor der Kattowitzer Abteilung der TVP. Von 2000 bis 2004 leitete er die Krakauer Abteilung des staatlichen Senders.
1997 wurde er erstmals als unabhängiger Kandidat auf der Liste der liberal orientierten Freiheitsunion in den Senat gewählt. 2001 wurde er wiedergewählt und übernahm für diese Legislaturperiode das Amt des stellvertretenden Senatsmarschalls. Auch 2005 wurde er in den Senat gewählt. Im Präsidentschaftswahlkampf desselben Jahres gehörte er dem Wahlkomitee des sozialdemokratischen Kandidaten Włodzimierz Cimoszewicz an. Bei den vorgezogenen Parlamentswahlen 2007 errang er ein Sejm-Mandat für die liberalkonservative Platforma Obywatelska (PO). Doch verließ er die PO-Fraktion 2010 aus Solidarität mit dem Abgeordneten Janusz Palikot, der eine eigene linksliberale Gruppierung gründete. 2011 zog er als Unabhängiger für den Wahlkreis Kattowitz erneut in den Senat ein.
Als Abgeordneter fand er wiederholt mit Angriffen auf die katholische Kirche ein Echo in den Medien und wurde deshalb von nationalkatholischen Kreisen heftig angegriffen. Er setzte sich für die Rechte von Frauen und homosexuellen Paaren ein.
Wiederholt kritisierte er die Politik Warschaus gegenüber seiner Heimatregion Oberschlesien. Offen unterstützte er die Bewegung für die Autonomie Schlesiens (RAŚ).
Kutz starb im Dezember 2018 im Alter von 89 Jahren. Er war dreimal verheiratet und hatte zwei Söhne und zwei Töchter.

## Filmografie als Regisseur
- 1958: Tapferkeitskreuz (Krzyż Walecznych)
- 1960: Niemand ruft (Nikt nie woła)
- 1961: Ludzie z pociągu
- 1961: Tarpany – auch Drehbuch
- 1963: Das Schweigen (Milczenie) – auch Drehbuch
- 1964: Upał
- 1966: Wer kennt diese Frau? (Ktokolwiek wie)
- 1967: Skok – auch Drehbuch
- 1969: Das Salz der schwarzen Erde (Sól ziemi czarnej) – auch Drehbuch
- 1971: Eine Perle in der Krone (Perła w koronie) – auch Dialoge
- 1975: Linia – auch Drehbuch
- 1975: Znikąd donikąd
- 1979: Perlen eines Rosenkranzes (Paciorki jednego różańca) – auch Dialoge
- 1983: Das Losungswort (Na Straży swej stać będę) – auch Dialoge
- 1986: Wkrótce nadejdą bracia – auch Drehbuch
- 1993: Straszny sen Dzidziusia Górkiewicza
- 1994: Śmierć jak kromka chleba – auch Dialoge
- 1994: Ein Wendehals (Zawrócony) – auch Dialoge
- 1995: Die tollkühne List des Oberst Kwiatkowski (Pułkownik Kwiatkowski)
- 1997: Sława i Chwała